# 戦時情報局

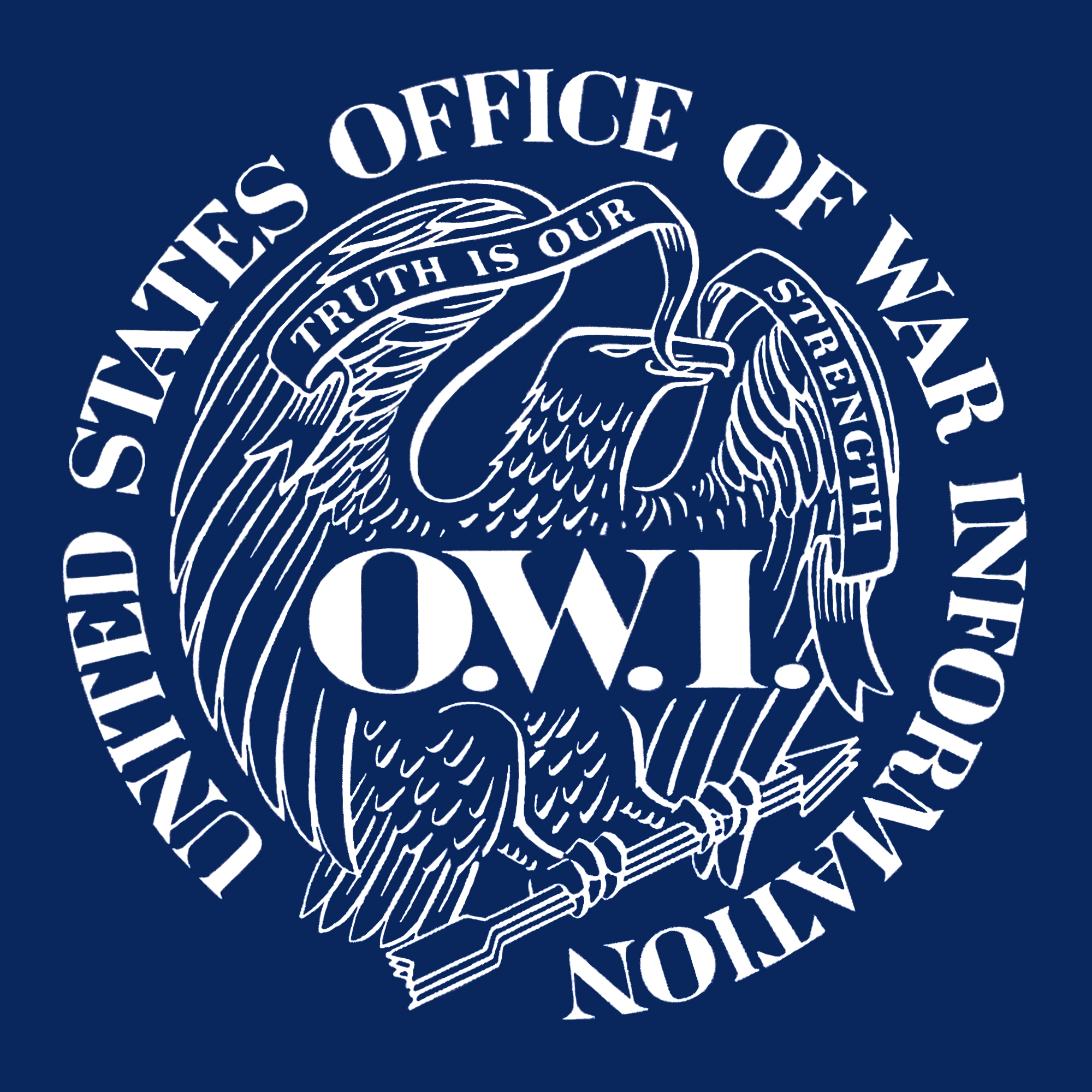
OWI logo.

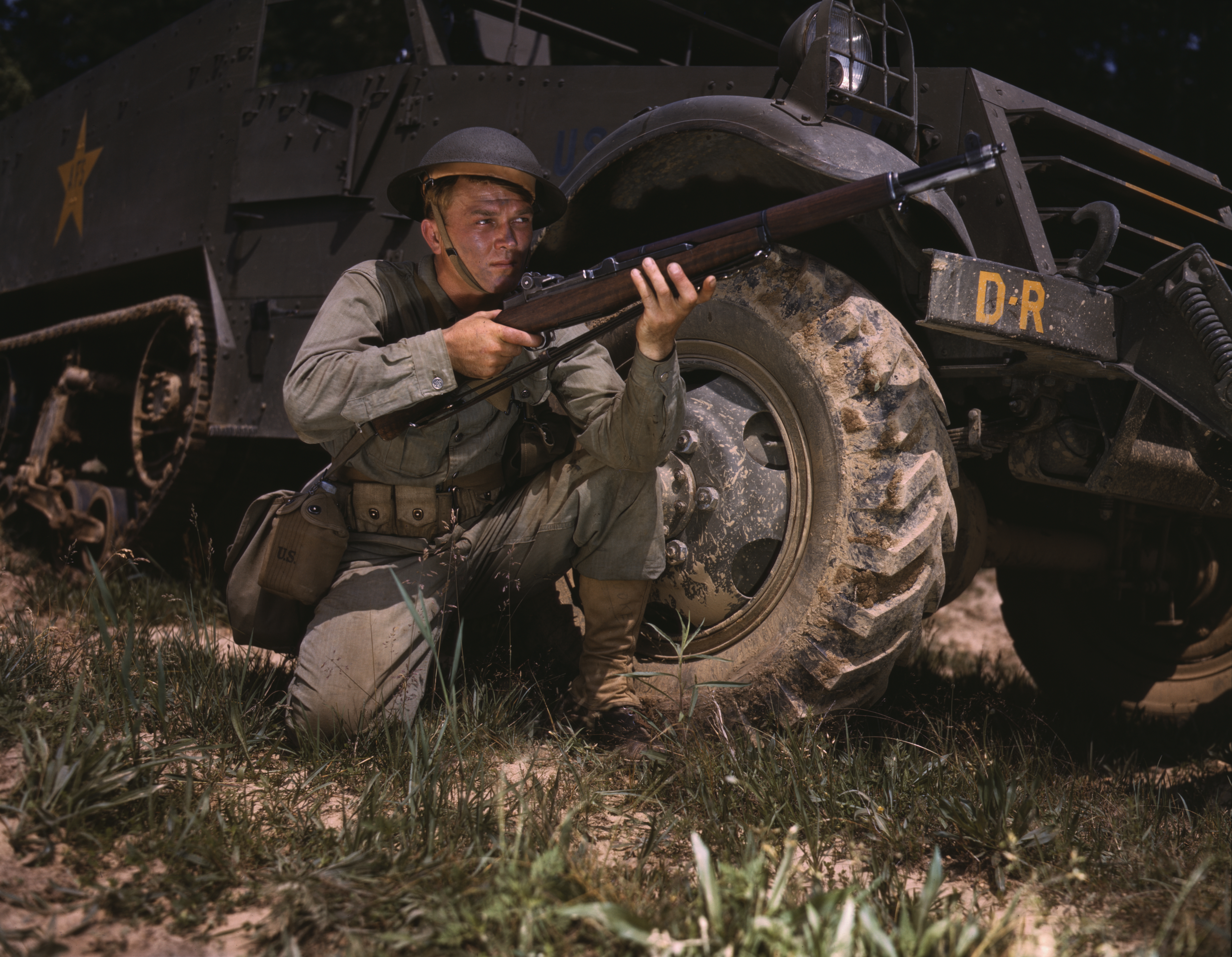
OWI専属カメラマンのアルフレッド・T・パーマーが1942年6月に撮影した写真

戦時情報局（せんじじょうほうきょく、英: United States Office of War Information、OWI）は、かつて存在したアメリカ合衆国の諜報・プロパガンダ機関。第二次世界大戦期の1941年にルーズベルト大統領が設置した。戦後、1945年トルーマン大統領令によって解散し、アメリカ合衆国情報局（USIA）に移管した。

## 沿革

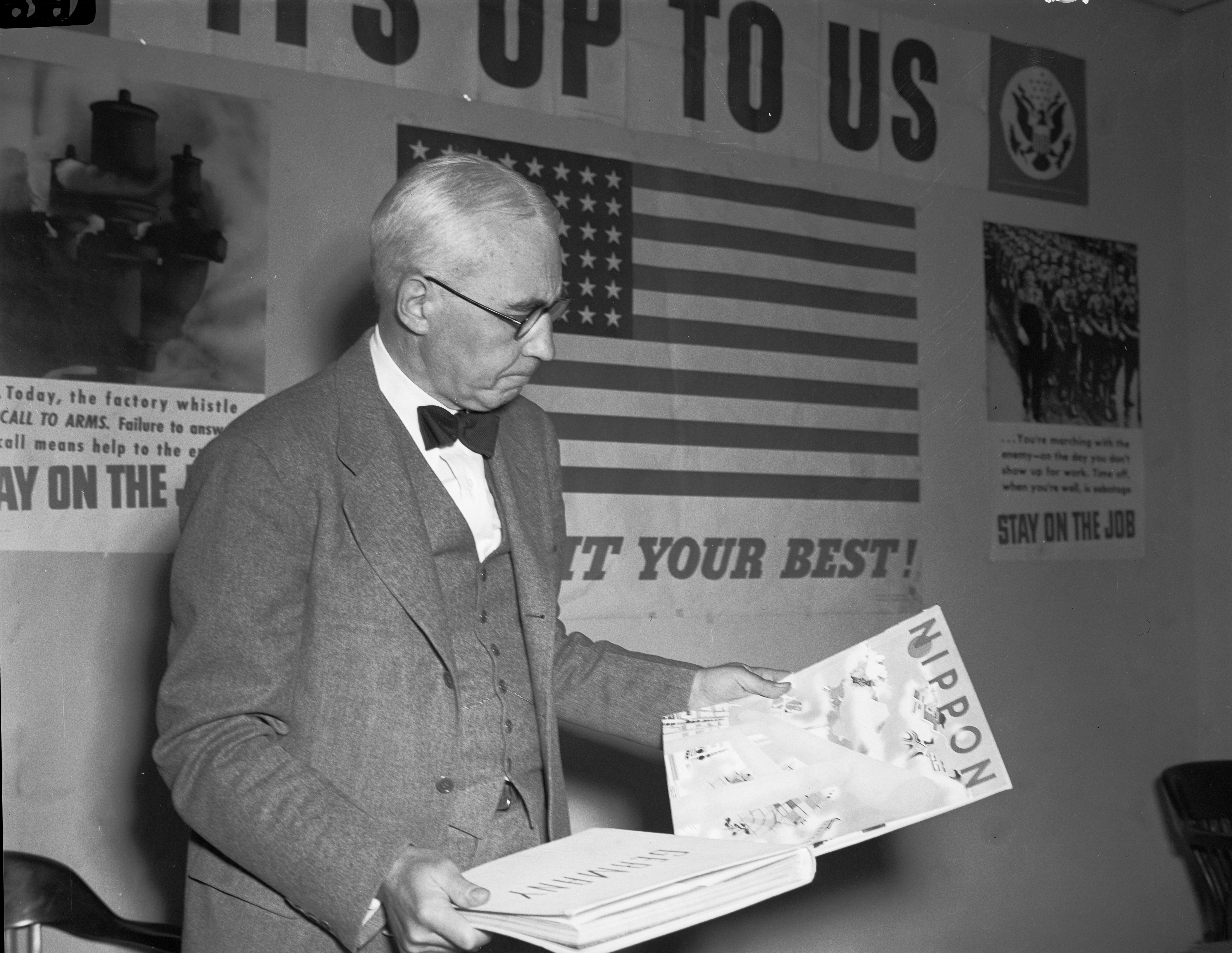
エルマー・デイビスOWI局長

1941年7月11日、フランクリン・ルーズベルト大統領がアメリカ合衆国の情報・プロパガンダ機関として情報調整局 (Office of the Coordinator of Information、OCOI) を創設する。
1942年6月13日、ルーズベルト大統領は大統領令9182号を発布し、それまでに存在した情報調整局 (OCOI)、事実統計局 (Office of Facts and Figures、OFF)  や、政府報告局 (Office of Government Reports、OGR) 等を統合し、アメリカ合衆国大統領行政府内の緊急事態管理局 (Office for Emergency Management ,OEM) 内に、戦争情報局 (Office of War Information、OWI) を設置した。さらに、海外のニュースやレポート、そして国内外のプロパガンダを分析するという新しい任務も負い、CBS Newsのエルマー･ディヴィス（Elmer Davis）をディレクターに、アメリカ有数の学者たちが雇われた。
精神科医ハリー・スタック・サリヴァンが指摘したように、戦時中のアメリカ国内の情報は混乱し、大衆は国際情勢を理解しておらず、他の連合国に対して怒りを露わにすることさえあった。こうした状況を改善するため、ルーズベルト大統領は戦争情報局を設置した。
アメリカの大衆、特にアメリカ合衆国議会は複数の理由でプロパガンダに疲弊していた。報道機関は、戦時中の情報の独占的な提供者であったため、戦争情報局によって情報が中央政府に集められることを恐れていた。また議会は、戦争情報局がナチスの宣伝省と類似したプロパガンダ機関になることを恐れていた。さらに、第一次世界大戦中の公共情報委員会 (Committee on Public Information) が失敗した前例もあった。
日本軍による真珠湾攻撃によって、戦時情報の調整と拡散は軍事に限定されたものから、国民の不安を上回るものにする必要が高まった。ルーズベルト大統領はCBS記者のエルマー・デイビスにOWIを委託し、「戦争に勝利するために積極的な役割を果たし、戦後の世界の基礎を築くこと」を使命とした。大統領はまた、新聞、ラジオ、映画、その他の手段を使い、国内および海外に向けて戦争の情勢や戦争の目的などの情報計画を組織するよう命じた。OWIは、こうして海外向けと国内向けに分けられた。

### 解散
1945年8月31日のハリー・S・トルーマン大統領命令によって、9月15日、OWIは解散した。トルーマン大統領はOWIをすぐれた業績を残したと評価した。OWI国際担当部署は、アメリカ合衆国情報局 (The United States Information Agency,USIA) へと移管され、また、戦略情報局 (Office of Strategic Services,OSS) は中央情報局(Central Intelligence Agency,CIA)へと移管された。

## アメリカ国内

### ラジオ

ワシントンD.Cのラジオ修繕部署

戦争情報局ラジオ部 (The OWI Domestic Radio Bureau) は、ドイツ、日本、イタリアを扱った This is Our Enemy (1942)や、国内の戦意昂揚をめざした Uncle Sam、銃後（ホームフロント）についての Hasten the Day （1943秋）、NBCブルーネットワークの Chaplain Jim などを制作した。ラジオプロデューサーのノーマン・コーウィンは俳優のロバート・ヤングを起用して An American in England , An American in Russia , Passport for Adams を制作した。
1942年にはボイス・オブ・アメリカ (VOA) を設置した。VOAではアメリカ労働総同盟（アメリカン・フェデレーション・オブ・レーバー）や産業組織議会 (Congress of Industrial Organizations) などからも情報が提供された。
1942年から1943年にかけてOWIは、二つの写真機関を設置し、戦争初期の国内の交通移動、航空機工場や動員された働く女性の写真を記録した。また237個のニュース映画や16mmフィルムがつくられた。

### 映画
戦争情報局映画部 (OWI Bureau of Motion Pictures、BMP) はハリウッドの協力を得て、アメリカの戦争目的を前進させることが目指された。エルマー・デイビスは、エンターテインメント映画はプロパガンダ化されたことがわかりにくいため、大衆の精神にプロパガンダを注入するには最適であると考えていた。連合軍の紹介した“Freedom fighters”や、石油燃料や食料備蓄など市民でも実施できるなどと唱道された。戦争が長期化するにつれて、ハリウッドでの戦争情報局映画部の存在は大きくなっていき、1943年までにはパラマウント映画を除く全てのスタジオが統制下に置かれた。戦争情報局映画部は個々の映画を連合軍の使命の名誉を推進するかどうかで審査した。
政府は検閲のまずさを十分に心得ており、映画部部長のローウェル・メレットもアメリカ映画製作配給業者協会（MPPDA)に「あなた方には政府がいい顔をしない映画を作る自由がある」と述べている。しかし、その一方でメレットはプロデューサーの集まりの席上で「我々が見たい映画は何故戦わなければならないのか、我々の理想は何なのかをドラマチックに描いた作品だ。国民がこれらを理解しない限り、戦争は意味を失ってしまうだろう」とも語っている。特に強調したのが「真実のアメリカを描いた映画をもっと、もっと沢山見たい。…皆さんも充分に承知しているものと信じるが、本物のアメリカ人は映画に出てくる平均的なアメリカ人よりも、もう少し優れた国民のはずだ」ということだった。また、「映画が戦いの流血や撃ち合いの面をことさらに煽る」ことは歓迎せず、「戦いの基本的な問題やそれと同じように重要な市民生活の側面、そして勝利の後の平和の意義などをなおざりにしない」でほしいと方針を示した。
こうした要請に応えてレイディオ・キース・オーフィアム(RKO)はナチスに占領された村が自由を求めて闘う姿を描いた『自由への闘い』（原題：This Land Is Mine）を、ワーナー・ブラザースはアメリカ大使のジョセフ・E・デイヴィスを主人公にした『モスクワへの密使』（原題：Mission to Moscow）を、20世紀フォックスは『ウィルソン』（原題：Wilson）をそれぞれ製作した。メトロ・ゴールドウィン・メイヤー（MGM）は当初は真珠湾攻撃後の最初の作品として、ソ連を紹介するドキュメンタリー映画を製作するつもりであったが、結局は国民的人気を博したプロ野球選手ルー・ゲーリッグの伝記映画『打撃王』（原題：The Pride of the Yankees）を愛国心を高める目的で製作することに決めた。戦争情報局によると、1942年3月から9月までの間だけでも何らかの形で戦争を描いた映画は国内外合わせて260本にのぼった。

## 海外での活動

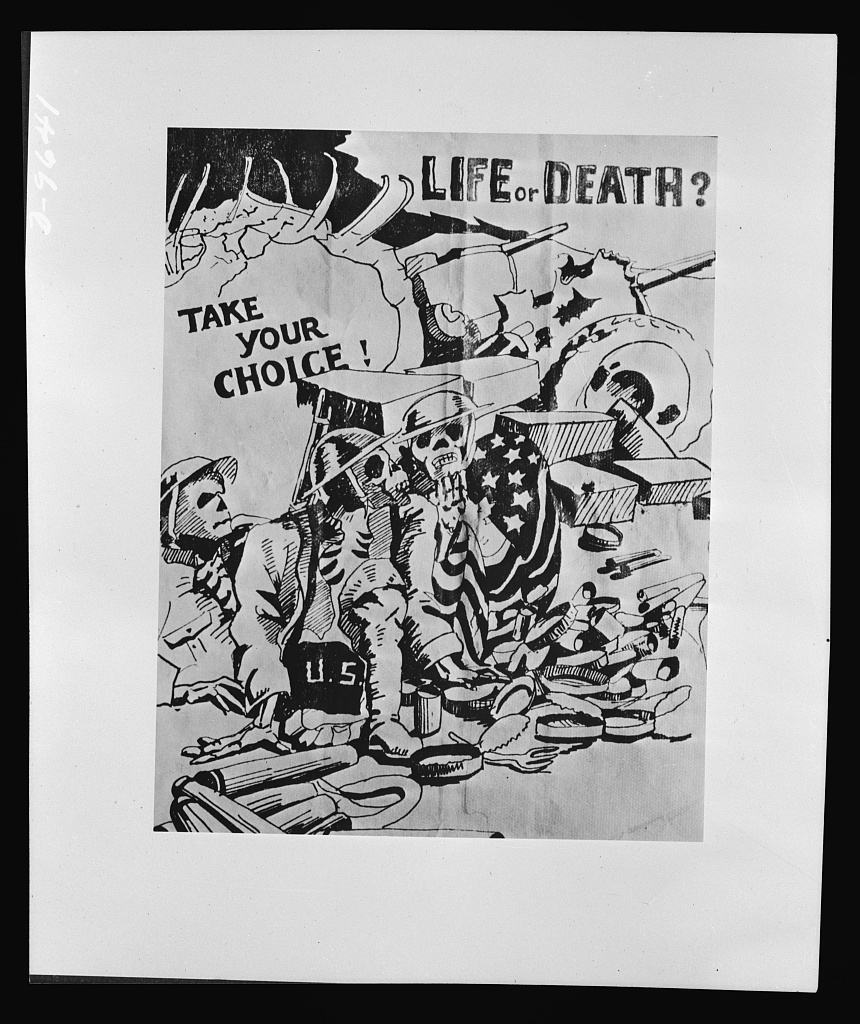
フィリピンで散布されたリーフレット

戦争情報局の海外担当部署は、国内の部署よりも反対が少なく、大きな成功を得た。
心理戦部 (Psychological Warfare Branch、PWB) は戦闘地域での敵軍や、連合軍基地付近の住民に対してプロパガンダを発信した。第二次世界大戦中はリーフレットが一般的で、北アフリカ、イタリア、ドイツ、フィリピン、日本の各地域で有用だった。対日本リーフレットでは1800万枚が散布され、1945年夏だけでも980万枚が散布された。対イタリアリーフレットでは、「ムッソリーニとヒトラーのために死ぬか、イタリアと文明のために生きるかを決める時が来た」と書かれていた。
OWIは新聞、雑誌も利用し、ビクトリーという海外の雑誌は海外の連合国の市民とアメリカ市民とが戦争に協力するように運営された。それは、アメリカの工業力とアメリカのライフスタイルの魅力を伝えるものであった。
このほか、マッチブック（はぎ取り式紙マッチ用ケース）や石けんの包装紙、裁縫箱などに「4つの自由(Four Freedoms)」「ナチの汚れを洗ってください。合衆国の友人より (From your friends the United Nations. Dip in water - use like soap. WASH OFF THE NAZI DIRT)」と書かれたり、ヒトラーや東条英機の漫画が書かれたりした。

### ヨーロッパ戦線
ルクセンブルクでのアニー作戦では、アメリカ陸軍第12軍が午前2時から6時30分にかけて秘密ラジオを放送した。
東方戦線ではOWIはポーランドやソ連の連合軍から不評を買った。人的損害があまりにひどかったポーランドやソ連は、戦争を理想化するようなOWIを批判した。

### 太平洋戦線
太平洋戦線では、「フリーチャイナ (Free China)」のプロパガンダが実施され、日本軍の不道徳さを強調したり、アメリカの参戦が中国国民にとって利益となることが発信された。OWIは多くの中国人、日系アメリカ人、日本軍捕虜、朝鮮からの亡命者などを雇用し、収集した情報を太平洋地域の各言語に翻訳した。また、インテリジェンスと暗号情報のためのチャンネルも創設された。
しかし、国民党と中国共産党が対立する中国ではOWIの作戦はうまく進展せず、蔣介石とOWIも多くの面で対立し、蔣介石側はOWIにスパイを送り込むことさえした。
インドではアメリカはイギリスと戦争の勝利には合意したが、植民地統治については交渉があった。OWIが植民地からの自由を発信することは、インドでの反乱を誘発し、イギリスの立場を危うくすることになったし、またアメリカの黒人（アフリカ系アメリカ人）がアメリカの政策の偽善を指摘することにもなった。

## 協力者
戦時情報局は非常に多彩な学者集団が集められた。海外局極東班長オスカー・ソルバート大佐の協力者として招聘されたジョンズ・ホプキンス大学で政治学の博士号したコードウェイナー・スミス（本名ポール･ラインバーガー）は、文化を操作するにはまず文化を理解する必要が重要だと考え、海外戦意分析課に、ルース・ベネディクト(日本班チーフ)、ジョン・エンブリー、モーリス・オプラーといった約30人の社会科学分野の研究者を招聘した。ベネディクトは日本班チーフとなり、『菊と刀』の基となる報告書「Japanese Behavior Patterns (日本人の行動パターン)」をまとめた。
OWI協力者には、作家のハワード・ファスト、ジェイン・ジェイコブズ、SF作家マレイ・ラインスター、、ジェイ・ベネット (Jay Bennett)、ハンフリー・コブ、アラン・クランストン、歴史学者のジョン・フェアバンク、オーウェン・ラティモア、アーサー・シュレジンジャー、映画監督ゴードン・パークス、脚本家ウォルド・ソルト らがいる。
日系では、フランク・正三・馬場がおり、画家の石垣栄太郎は中国の抗日戦争を応援し、その妻でフェミニストの記者だった石垣綾子(マツイ・ハル) も日本の満州侵略を批判していたため、OWIは彼らを雇用した。このほか、藤井周而、国吉康雄 らがOWIに協力し、自ら売り込んで参加した八島太郎（岩松淳）も厭戦ブックレット「運賀無蔵」（うんがないぞう）のイラストを担当している（ただし方針に異を唱えて7か月で退職）。

## 戦後

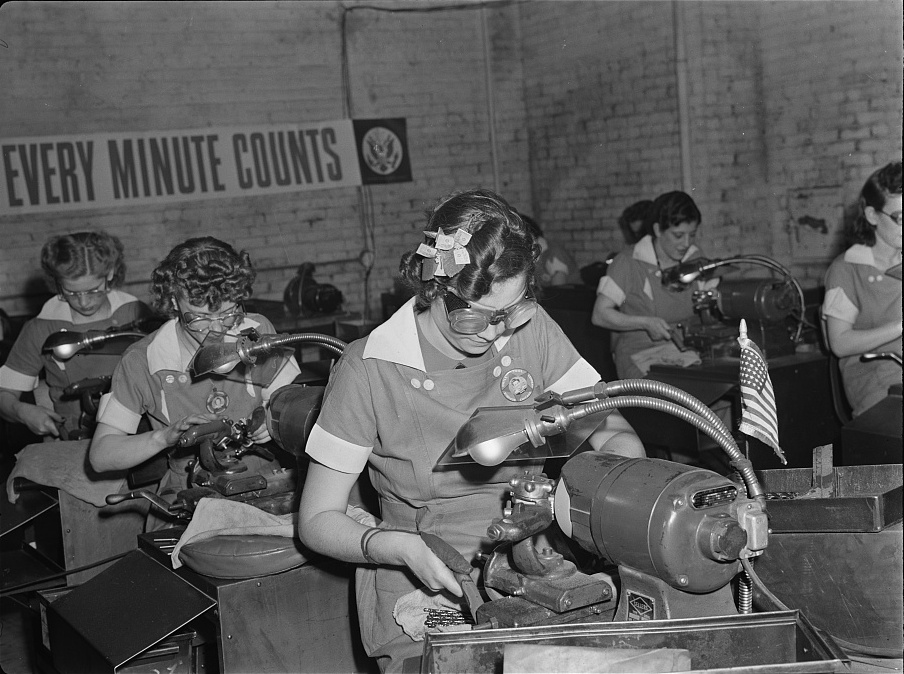
ドリル工場に動員された女性

OWIに参加した作家、プロデューサー、俳優のなかにはソ連や共産主義を賛美するものもおり、アメリカ共産党の党員もいた。
OWI太平洋作戦部長で中国学者のオーウェン・ラティモアは、のち副大統領ヘンリー・A・ウォレスに同行して1944年に中国とモンゴルを訪問するなどしたが、戦後になってソ連軍参謀本部情報局を離脱したアレクサンダー・バーミン将軍が、ラティモアがソ連の工作員である可能性を指摘した。赤狩りの中心人物であったジョセフ・マッカーシーはラティモアをアメリカ政府内の親共産主義者として告発したが、本人の反論のほか、アチソン国務長官やラティモアと同じく中国学の権威であったフェアバンクらがラティモアを擁護した。結局ラティモアへの嫌疑は却下されたが、彼はこれを機に在籍していたジョンズ・ホプキンズ大学での立場を失い、イギリス、後にフランスへ去った。
このほか、フローラ・ウォブスキンもベノナ文書公開によってソ連のスパイであったことが明らかになっている。